# جوزف گراندفست
جوزف گراندفست (انگلیسی: Joseph Grundfest؛ زادهٔ ۸ اکتبر ۱۹۵۱) اقتصاددان و سیاست‌مدار اهل ایالات متحده آمریکا است.